# Les Traquées
Pour plus de détails, voir Fiche technique et Distribution.
Les Traquées (Caught in the Headlights) est un téléfilm américain diffusé en 2005 et réalisé par Gavin Wilding.

## Synopsis
L'agent fédéral Kate Parker doit rapatrier Claire Scott, une jeune femme soupçonnée d'avoir assassiné un scientifique du gouvernement. Mais un mystérieux agent soviétique, John Lawson, veut s'approprier une formule biologique meurtrière que Claire possède à son insu. Entraînées dans une poursuite infernale, Kate et Claire s'unissent pour échapper à Lawson et à ses deux tueurs chevronnés, Mr et Mrs Jones. Harry Eden, un agent de la CIA et ancien amant de Kate, vient prêter main-forte aux deux jeunes femmes. Mais dans ce jeu du chat et de la souris, qui sont véritablement les bons et les méchants ? 

## Fiche technique
- Réalisation : Gavin Wilding
- Année de production : 2005
- Durée : 90 minutes
- Format : 1,33:1, couleur
- Son : stéréo
- Dates de premières diffusions :
  -  États-Unis : 18 janvier 2005

## Distribution
- Erika Eleniak : Kate Parker
- Kim Coates:  Harry Eden
- Brigitta Dau : Claire Scott
- Stacy Keach : Mr. Jones
- Erin Gray :  Mrs. Jones
- Garry Chalk : Sergeant